# Bom bay V-1
Bom bay V-1 (tiếng Đức: Vergeltungswaffe 1, số khung thân của RLM là Fieseler Fi 103 — còn gọi là Buzz Bomb hay Doodlebug — là một loại bom gắn động cơ phản lực xung, tiền thân của tên lửa hành trình ngày nay.
V-1 là chiếc đầu tiên trong loạt cái gọi là "Vũ khí báo thù" (V-weapons hoặc Vergeltungswaffen) được triển khai cho việc đánh bom khủng bố ở Luân Đôn. Nó được phát triển tại Trung tâm Nghiên cứu Quân đội Peenemünde vào năm 1939 bởi Đức Quốc xã Luftwaffe vào đầu Chiến tranh thế giới thứ hai, trong quá trình phát triển ban đầu nó được biết đến với tên mã "Cherry Stone". Vì tầm bắn hạn chế, hàng nghìn tên lửa V-1 được phóng vào Anh đã được bắn từ cơ sở phóng dọc theo bờ biển của Pháp (Pas-de-Calais) và Hà Lan.
Là một phần của hoạt động chống lại V-1, người Anh vận hành một dàn phòng không, bao gồm súng phòng không, khinh khí cầu, và máy bay chiến đấu, để đánh chặn các quả bom trước khi chúng đến mục tiêu, trong khi các bãi phóng và kho chứa dưới lòng đất trở thành mục tiêu cho các cuộc tấn công của Đồng minh bao gồm ném bom chiến lược.
Năm 1944, một số cuộc thử nghiệm loại vũ khí này đã được tiến hành ở Tornio, Phần Lan. Theo nhiều binh sĩ, một quả bom nhỏ giống "máy bay" có cánh đã rơi khỏi máy bay Đức. Một chiếc V-1 khác đã được phóng bay qua phòng tuyến của binh sĩ Phần Lan. Quả bom thứ hai đột ngột dừng động cơ và rơi xuống dốc, phát nổ và để lại một miệng hố rộng khoảng 20 đến 30 mét. Quả bom bay V-1 được binh lính Phần Lan gọi là "Ngư lôi bay" do giống với quả bom bay từ xa.

## Mô tả

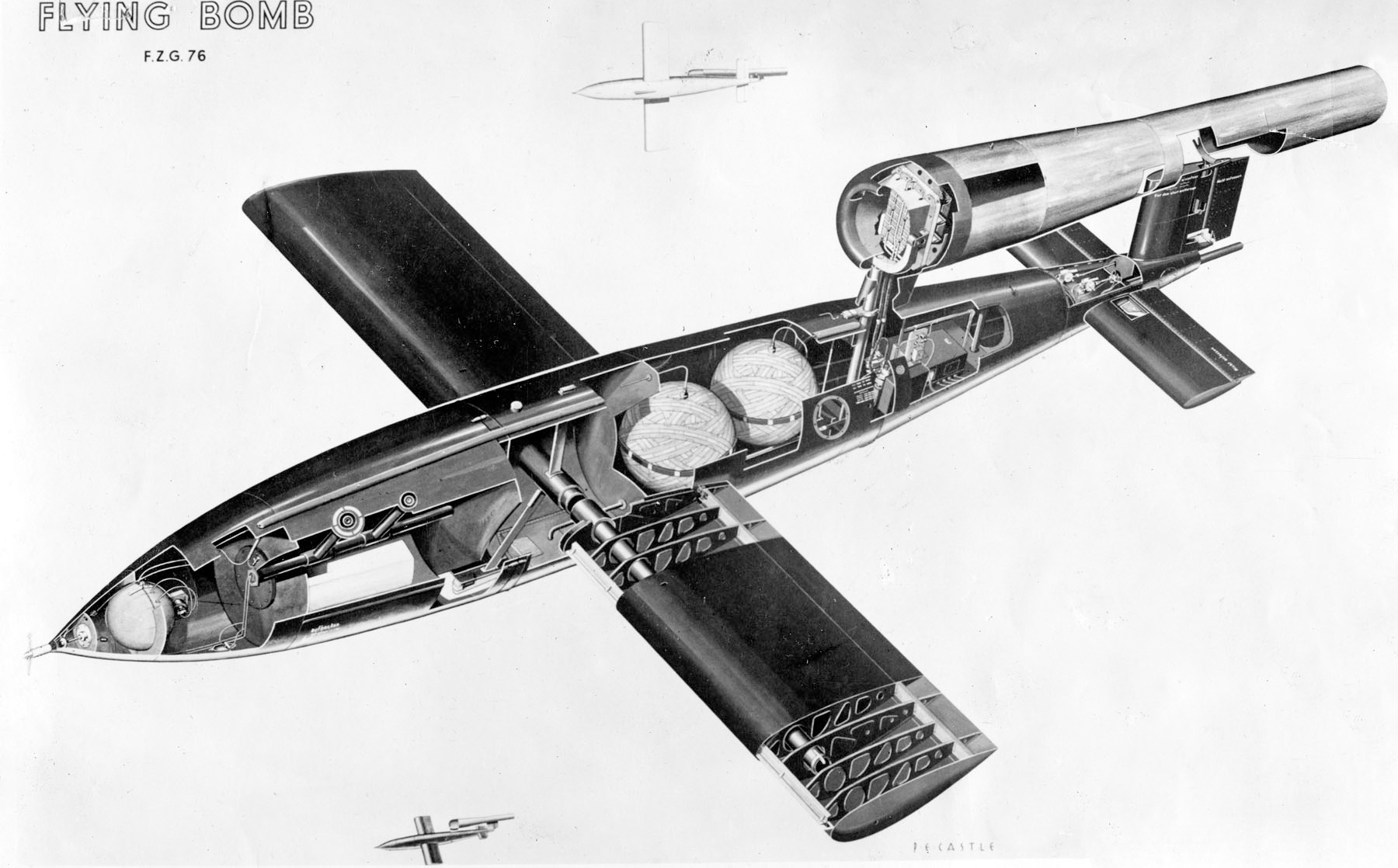
Mặt cắt V-1

### Năng lượng

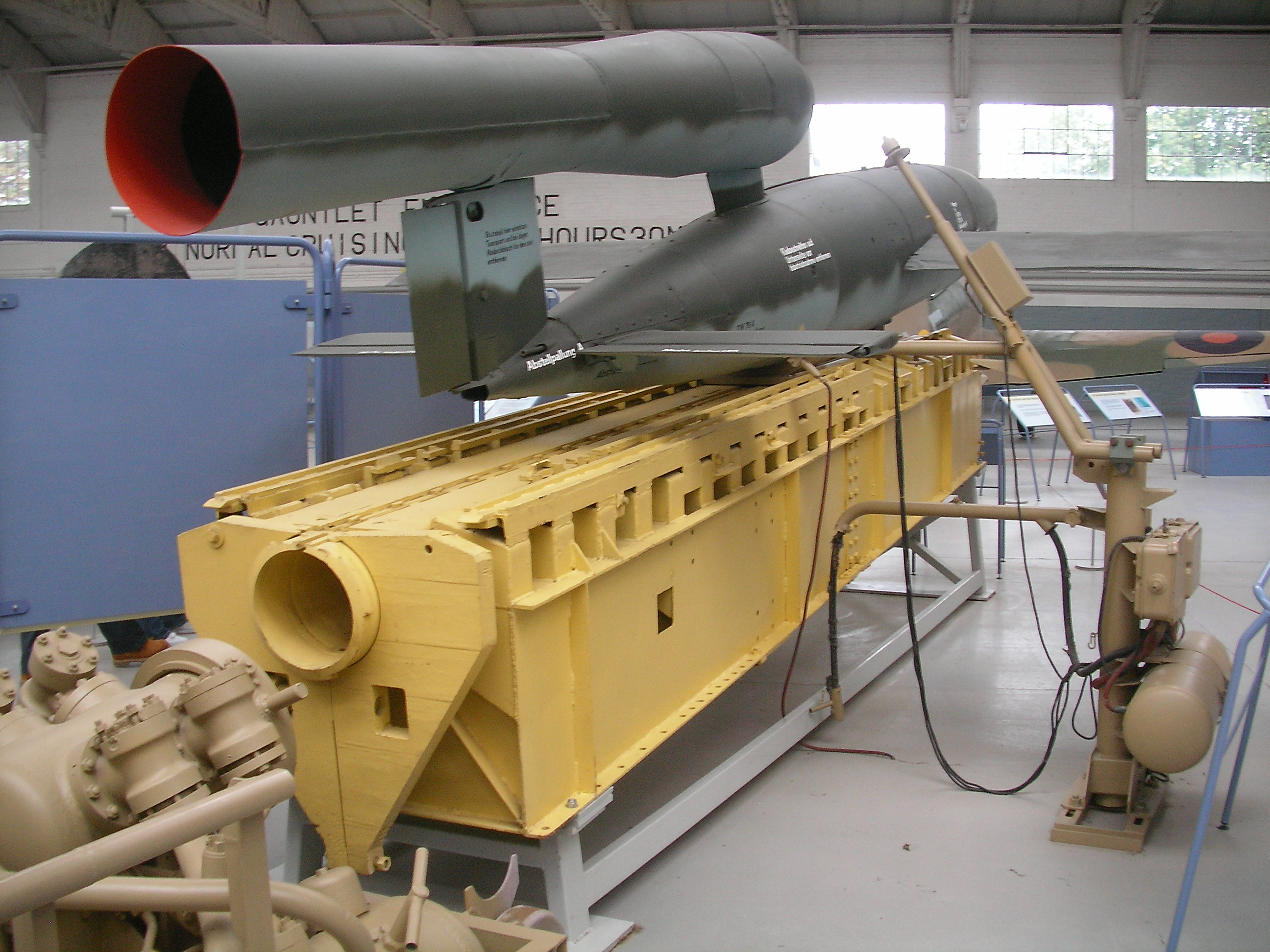
Mặt sau của V-1 trong IWM Duxford, hiển thị đoạn đường dốc phóng

### Hệ thống dẫn đường

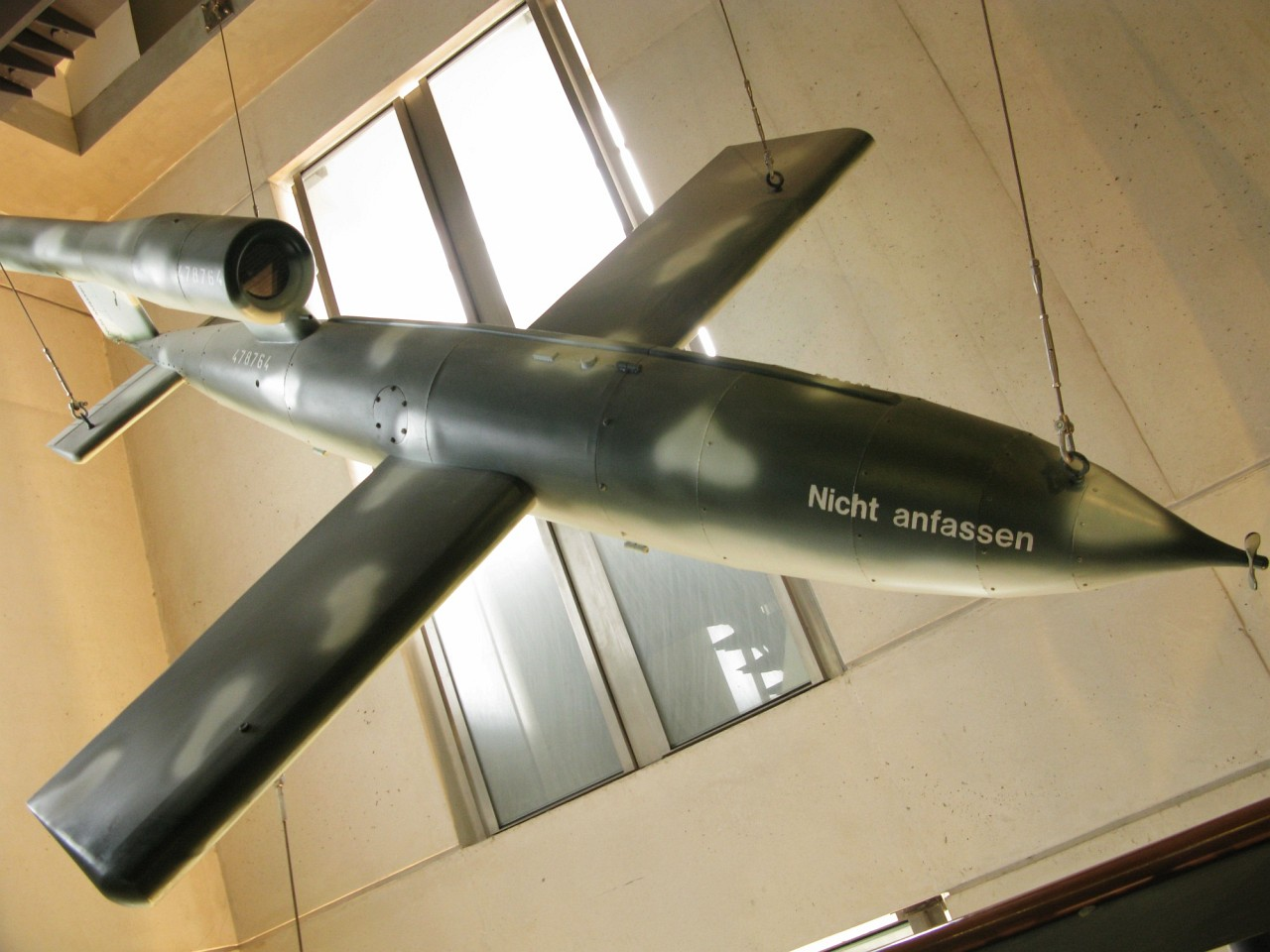
Một chiếc V-1 được trưng bày ở Musée de l'Armée, Paris

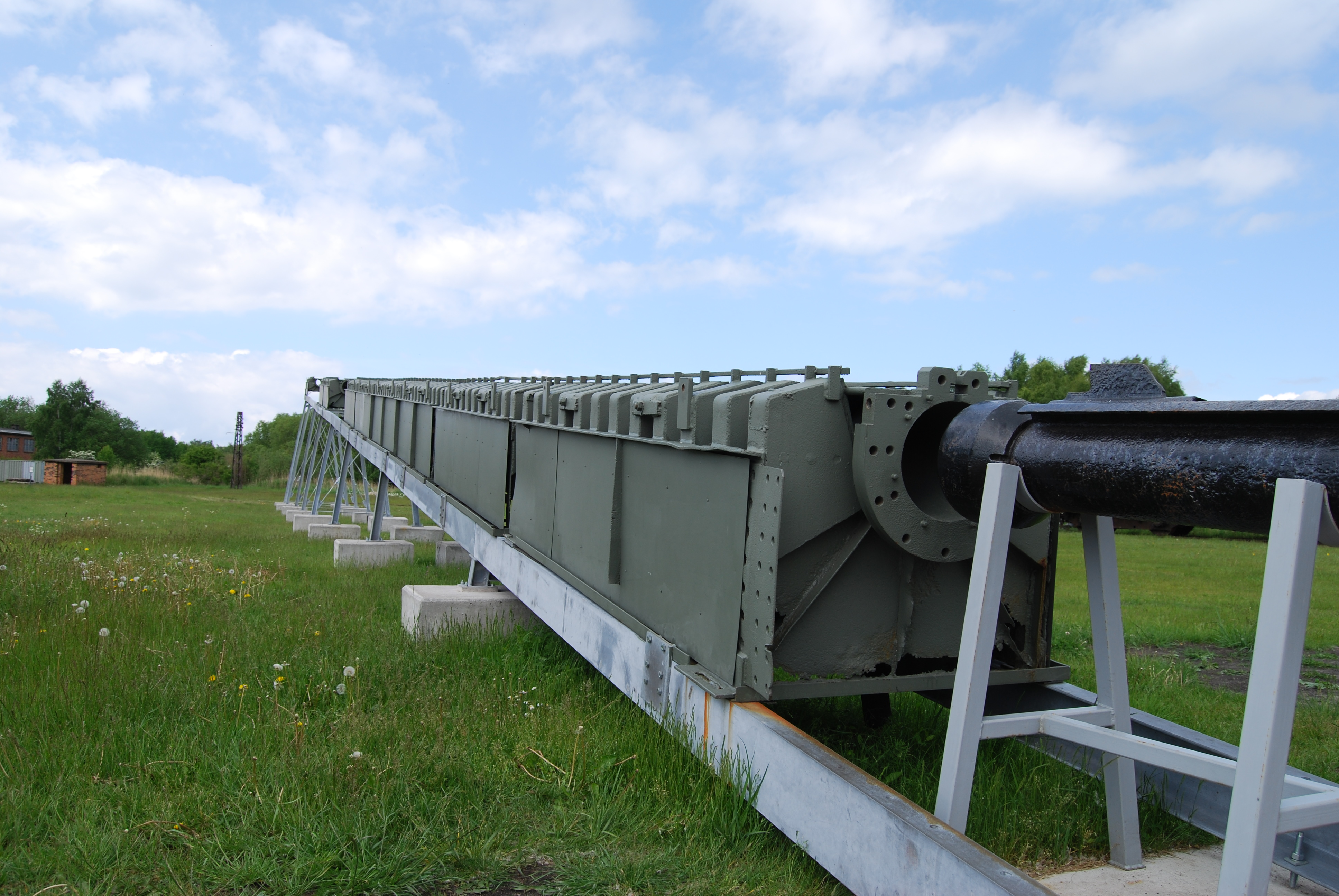
Một đoạn đường nối khởi đầu được xây dựng lại dành cho bom bay V-1, Bảo tàng Kỹ thuật Lịch sử, Peenemünde(2009)

## Quốc gia sử dụng
Nazi Germany
- Luftwaffe